# Claude Chabrol
Pour les articles homonymes, voir Chabrol.
Claude Chabrol, né le 24 juin 1930 à Paris où il est mort le 12 septembre 2010, est un réalisateur français, également producteur, scénariste, dialoguiste et à l'occasion acteur.
Membre de la génération de la Nouvelle Vague, il est d'abord critique de cinéma, puis producteur, avant de passer à la réalisation. Se signalant par son style volontiers sarcastique et son érudition cinéphile, il alterne, en plus de cinquante ans de carrière, comédie de mœurs, drames, films noirs, films de genre, documentaires et adaptations cinématographiques littéraires. Il a réalisé au total plus de 70 films pour le cinéma et la télévision.
Admirateur d'Alfred Hitchcock, Howard Hawks, F. W. Murnau, Jean Renoir, Ernst Lubitsch et Fritz Lang, amateur de romans policiers et d'humour grinçant, Claude Chabrol adore décrire l'hypocrisie et les turpitudes de la bourgeoisie, souvent provinciale, avec ses vices et ses scandales camouflés sous une façade respectable. Son œuvre est une condamnation d'une bourgeoisie avide d'argent et crispée sur les apparences. Avec notamment Hitchcock, il est l'un des rares metteurs en scène dont le style et l'esprit ont donné naissance à un adjectif fondé sur son patronyme (« chabrolien ») passé dans le langage courant et reconnu par certains dictionnaires et encyclopédies.
Ses films et ses interprètes ont obtenu de nombreux prix dans les festivals internationaux. Sa carrière est couronnée par le prix René-Clair de l'Académie française en 2005, la Caméra de la Berlinale en 2009 et le grand prix de la Société des auteurs et compositeurs dramatiques en 2010.
Sa devise, maintes fois proclamée, est : « Oncques ne m’emmerde ».

## Biographie

### Jeunesse
Fils unique, de Madeleine Delarbre et d'Yves Chabrol, Claude Henri Jean Chabrol naît malgré les conseils de médecins qui recommandent à sa mère alors enceinte de trois mois d'avorter, les époux Chabrol ayant été trouvés inanimés à la suite d'une asphyxie due à un chauffe-eau défectueux,. Il est élevé dans un milieu catholique « assez strict ». Grandissant dans le petit appartement vétuste de l'avenue d’Orléans à Paris 14e arrondissement, situé au-dessus de la pharmacie paternelle, puis dans un appartement plus spacieux en duplex se trouvant en face de la pharmacie, il fréquente les salles de cinéma parisiennes à partir de l'âge de 4 ans et est à l'école primaire avec Michel Rocard. Son père, résistant de la première heure, envoie son fils, durant la Seconde Guerre mondiale, dans la maison de famille de sa grand-mère maternelle, à Sardent, dans la Creuse. Il est passionné de lecture et lit tout ce qui lui tombe sous la main.
À l'âge de onze ans, il aide Georges Mercier, un passionné de cinéma originaire de la région, à la création et l'exploitation d'une salle de cinéma à Sardent. Il réceptionne les bobines, assiste le projectionniste, tient la caisse, participe au choix des films. C'est pour lui une aventure palpitante, qui prend fin à la Libération lorsque la fréquentation du cinéma baisse au profit des bals populaires de nouveau autorisés et qu'il doit retourner à Paris en septembre 1945.

### Études et premiers contacts avec le monde du cinéma

Claude Chabrol en 1959.

De retour à Paris, il est inscrit au lycée Louis-le-Grand où il se lie notamment d'amitié avec Gilles Jacob et Jacques Friedman, futur journaliste sous le nom de Frémontier. Il obtient son baccalauréat en juin 1947 avec « l'extrême indulgence du jury ». Il fait ensuite des études de lettres et de droit (au cours desquelles il côtoie Jean-Marie Le Pen,). Il fait également un bref passage de huit jours à Sciences Po, où il ne voit qu'un « ramassis de connards » et dont il retire une sorte de haine de la classe politique. Il suit ensuite, sous l'influence parentale et sans conviction, des études de pharmacie, qu'il abandonne après avoir quadruplé sa première année.
Il fréquente la rédaction des Cahiers du cinéma à partir de 1952 et y publie son premier article Que ma joie demeure en novembre 1953. Il est aux côtés de Jean-Luc Godard, François Truffaut, Éric Rohmer et Jacques Rivette, ses collègues aux Cahiers du cinéma. De 1953 à 1957, dans la revue fondée par André Bazin et Jacques Doniol-Valcroze, il participe à la défense de la politique des auteurs. Ses maîtres sont alors Fritz Lang, Jean Renoir, Howard Hawks.
Il entre à l'automne 1955 à la Fox comme attaché de presse. Il publie en 1957, avec Éric Rohmer, un livre sur Hitchcock, le maître du suspense et celui qui a su imposer son style au système hollywoodien. Une autre rencontre est également déterminante : celle du romancier Paul Gégauff, son futur scénariste. Il aura une profonde influence sur Chabrol, lui permettant de s'éloigner de l'éducation bourgeoise qu'il a reçue bien que, de son propre aveu, il en ait gardé des traces profondes et indélébiles. « Il a fait sauter tous les verrous de mon vieux fonds judéo-chrétien » résume le cinéaste. Jusqu'en 1981, depuis Les Cousins jusqu'au Système du docteur Goudron et du professeur Plume, Gégauff sera le scénariste ou le dialoguiste de quinze films de Chabrol.

### Vie privée

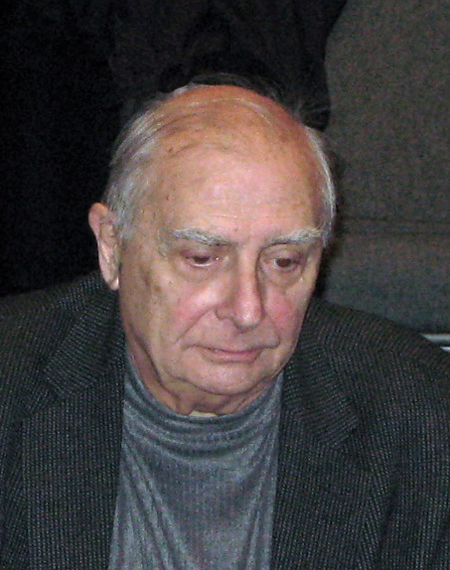
Claude Chabrol au 28e festival international du film d'Amiens en 2008.

Il épouse à Marseille, le 26 juin 1952, Agnès Goute, fille d'un haut fonctionnaire et petite-fille du banquier et caricaturiste Paul Goute. Ils ont un premier enfant qui meurt dès sa naissance.
Sa femme reçoit en héritage de sa grand-mère 32 millions de francs, ce qui permet au couple de créer sa maison de production qu'il appelle AJYM (1956-1961). Le sigle est formé des initiales du prénom de l’épouse de Chabrol, Agnès et de celles de leurs deux fils, Jean-Yves (né en 1954 et futur architecte) et Matthieu (né en 1956 et futur compositeur).
Il divorce en 1964 et convole en secondes noces le 4 décembre 1964 avec l'actrice Stéphane Audran (née Colette Dacheville), qu'il connaît depuis 1958 et avec qui il entretient une relation depuis septembre de l'année suivante. Elle est la mère de son troisième fils, Thomas (né en 1963, futur acteur). Avec elle, il poursuit une fructueuse coopération, jusque très au-delà de leur séparation définitive en 1976.
À partir de 1971, Chabrol entretient une relation avec Aurore Pajot (aussi dite « Aurore Paquiss » ou « Maistre »), qui est sa scripte sur presque tous ses films depuis Les Biches (1968). En 1983, il se marie, en troisièmes noces, avec elle. La fille de celle-ci et de l'acteur François Maistre, Cécile Maistre (née en 1967), sera son assistante sur de nombreux films.
Il donne régulièrement des rôles à son fils cadet Thomas, tandis que son fils Matthieu est compositeur de la musique de ses films à partir des Fantômes du chapelier (1982). Des quatre enfants de la famille recomposée, il n’y a donc que son fils aîné Jean-Yves, architecte, qui ne travaille pas à ses côtés.

## Carrière

### Les débuts
Agnès et Claude Chabrol coproduisent un court métrage écrit par Chabrol et Jacques Rivette et réalisé par ce dernier, Le Coup du berger (1956), avec Jean-Claude Brialy. Et, dès la fin de 1957, Claude Chabrol tourne son premier film, Le Beau Serge à Sardent, puis Les Cousins, sur un scénario écrit avec Gégauff. Sortis en janvier et mars 1959, les deux films deviennent les premiers longs métrages — « le manifeste inaugural » — de la Nouvelle Vague. Ils se caractérisent par leur petit budget, de jeunes acteurs peu connus (Brialy, Gérard Blain, Bernadette Lafont puis Juliette Mayniel) et des décors naturels. Ils obtiennent un grand succès public. Le Beau Serge obtient le prix Jean-Vigo ainsi que la Voile d'argent au Festival de Locarno. Les Cousins est récompensé par l'Ours d'or au festival de Berlin.
Chabrol adapte ensuite un roman policier de Stanley Ellin, À double tour. Le film sort en décembre 1959 — un an avant À bout de souffle — et met pour la première fois en vedette Jean-Paul Belmondo. Il est présenté au Festival de Venise. L'accueil est mitigé, cependant Madeleine Robinson obtient la Coupe Volpi pour son interprétation d'épouse trompée, odieuse et pitoyable. Chabrol réalise ensuite Les Bonnes Femmes, sur un scénario de Gégauff, qui décrit le quotidien banal de quatre vendeuses. Le film n'obtient pas le succès escompté. Pour ses films suivants, Chabrol se voit contraint d'« accepter des concessions, forçant ici la note humoristique, adoucissant là le propos. » Il réalise Les Godelureaux, d'après un roman d'Éric Ollivier, un film qui parle du « plaisir qu'éprouvent les gens à vivre leur inutilité et vivre d'inutilités ». Après l'échec commercial de L'Œil du malin, Françoise Sagan contacte le producteur Georges de Beauregard et lui fait part de son souhait de travailler avec Chabrol. Au départ, l'idée d'une biographie de George Sand est envisagée, puis Sagan et Chabrol choisissent le personnage de Landru, traité sur le ton de la satire. Charles Denner incarne le personnage, entouré notamment de Michèle Morgan et Danielle Darrieux. Landru sort sur les écrans en janvier 1963 : c'est un succès, suivi le mois suivant par un échec notable, Ophélia, qui est un hommage à Hamlet.
Dans le creux de la vague, Chabrol fait la connaissance de la productrice Christine Gouze-Rénal et de son mari Roger Hanin, qui croient en lui. Il qualifie cette rencontre de « providence ». Le couple lui propose de monter Macbeth au théâtre de Versailles, avec Hanin et Stéphane Audran. Après quoi, il tourne deux films d'espionnage parodiques avec Roger Hanin (qui a écrit les scénarios), produits par Christine Gouze-Rénal : Le Tigre aime la chair fraîche et Le Tigre se parfume à la dynamite. Avec Georges de Beauregard, Chabrol réalise une autre variation dans le même genre : Marie-Chantal contre Dr Kha, avec Marie Laforêt. Ces trois films lui permettent de renouer avec le succès et sa carrière est relancée. Chabrol tourne ensuite dans le Jura un film sur la résistance d'après le colonel Rémy (La Ligne de démarcation). C'est une commande des producteurs Raymond Eger et Georges de Beauregard. Chabrol considère que, parmi tous ses films issus d'une adaptation, c'est le seul qui ne représente pas son univers. Ce sera cependant l'un de ses plus grands succès.
Sur un scénario de Paul Gégauff, il tourne Le Scandale, avec Anthony Perkins et Maurice Ronet, un film placé sous le signe de l'alcool et qui montre « la déliquescence des mœurs d'une époque, où les rapports sociaux tuaient les rapports humains ».

### Les années Génovès
En 1967, Chabrol cherche un partenaire qui puisse le dégager des soucis administratifs et financiers qui se posent à tout réalisateur. Daniel Boulanger lui présente André Génovès, un jeune producteur. Leur coopération débute par La Route de Corinthe, d'après un roman d'espionnage de Claude Rank dont Boulanger détient les droits. C'est le début d'une « belle histoire » de treize films qui va durer jusqu'en 1975. Génovès « salarie » Chabrol douze mois sur douze, avec un salaire moyen englobant l'écriture, la préparation, le tournage et la postproduction. Le réalisateur adopte le rythme d'un film tous les neuf mois.
Selon Jean Tulard, cette époque est « la meilleure peut-être dans l'œuvre de Chabrol ». Certains critiques qualifient de « pompidoliens » les films Les Biches, La Femme infidèle, Que la bête meure, Le Boucher, La Rupture, Juste avant la nuit, Les Noces rouges, auxquels on attache parfois Le Scandale et Nada. Les films sont marqués par l'observation de la bourgeoisie, souvent provinciale, sous la présidence de Georges Pompidou. Chabrol se fait spécialiste de l'analyse féroce de ce milieu social, dont l'apparent conformisme sert de couvercle à un bouillonnement de vices et de haines. Ses acteurs fétiches (Michel Bouquet, Jean Yanne, Michel Duchaussoy et Stéphane Audran, dont les personnages portent souvent les mêmes prénoms d'un film à l'autre) sont indissociables de ce cycle.
Sur la période, deux films échappent à cette classification, La Décade prodigieuse et Docteur Popaul, d'après des romans policiers d'Ellery Queen et Hubert Monteilhet. Chabrol reconnaît avoir raté La Décade prodigieuse, coûteuse production avec un quatuor de vedettes (Orson Welles, Marlène Jobert, Anthony Perkins et Michel Piccoli). C'est lors du tournage de ce film, en été 1971, qu'il engage une relation avec sa scripte Aurore Paquiss, qui deviendra sa femme quelques années plus tard. Il définit Docteur Popaul — interprété par Jean-Paul Belmondo — comme vivant en 1972, « c'est-à-dire que le cynisme, la bêtise et la lâcheté font partie de sa vie. (…) Au début, c'est de la gaudriole ; après aussi, mais on ne le sait pas ». Avec plus de deux millions de spectateurs en France, ce film est son plus grand succès.
Chabrol connaît en 1973 avec Les Noces rouges des difficultés avec la censure. La commission de contrôle cinématographique émet l'avis que la décision d'accorder le visa de censure au film de Claude Chabrol soit différée, en raison du fait que le procès des « diaboliques de Bourganeuf » ne s'est pas encore tenu. Le film s'inspire ouvertement de ce fait divers. Incarnés à l'écran par Stéphane Audran et Michel Piccoli, ces deux amants adultérins seront reconnus coupables de l'assassinat de leurs conjoints respectifs. Le cinéaste s'insurge contre cet avis, considérant « qu'une des raisons profondes de cette attitude est la présence dans le film d'un personnage de député, désigné comme faisant partie de la majorité. » Le film sort en avril 1973, après le procès et les élections législatives. Il obtient le prix FIPRESCI de la critique internationale au festival de Berlin.

### Réalisateur reconnu
La série des films pompidoliens prend fin avec Nada, un film violent d'après un roman de Jean-Patrick Manchette qui décrit un groupe terroriste réalisant l'enlèvement de l'ambassadeur des États-Unis. Ce n'est pas un film à thèse : les policiers sont « idiots » et les terroristes « lamentables ». L'un des membres du groupe écrit : « le terrorisme gauchiste et le terrorisme étatique sont les deux mâchoires d'un même piège à cons », phrase qui est réputée résumer la pensée chabrolienne.
Il tourne ensuite Une partie de plaisir, « auto-fiction conjugale » de Paul Gégauff, interprété par Gégauff et sa femme Danièle. Jusqu'à la fin de la décennie, il choisit des sujets éclectiques dans lesquels son inspiration s'émousse parfois : films policiers (Les Innocents aux mains sales, Les Magiciens - dont Chabrol n'est pas fier - Les liens du sang), séries télévisées (Madame le juge, Histoires insolites, Fantômas) documentaires musicaux (Il était un musicien), fantastique (Alice ou la dernière fugue), film sur la Bretagne (Le Cheval d'orgueil, d'après les souvenirs d'enfance de Per-Jakez Hélias), drame (Folies bourgeoises d'après Lucie Faure, qu'il considère comme un mauvais film, tiré d'un roman « illisible » et d'une adaptation « quasi-nulle »). Au cinéma, ce sont, pour l'essentiel, des échecs publics et critiques, à l'exception de Violette Nozière qui marque sa rencontre en 1978 avec Isabelle Huppert. Après Landru, Violette Nozière, l'empoisonneuse parricide qui fit scandale dans les années 1930, ajoute une dimension supplémentaire à la galerie de monstres jusqu'ici filmés par Chabrol. Il entame avec l'actrice un duo efficace, qui prend la relève de celui qu'il formait avec Stéphane Audran. Violette Nozière permet à Isabelle Huppert d'obtenir le prix d'interprétation féminine à Cannes et à Stéphane Audran de remporter le César de la meilleure actrice dans un second rôle.
Au début des années 1980, Chabrol travaille pour la télévision. Avec Paul Gégauff, il adapte notamment une nouvelle d'Edgar Poe : Le Système du docteur Goudron et du professeur Plume. Ce sera sa dernière collaboration avec l'écrivain. En 1982, Chabrol met en scène le film Les Fantômes du chapelier d'après le roman éponyme de Georges Simenon. Le film est salué par une partie de la critique, mais jugé indigne de figurer dans la sélection française du Festival de Cannes. « C'était en 1982 : à gauche toute ! En cette période politique, mon film n'avait pas été jugé assez provocant… » explique Chabrol. Il est primé au MystFest, festival italien de littérature et de cinéma en 1982. Deux ans plus tard, il adapte Simone de Beauvoir dans Le Sang des autres, une importante production internationale sur la Résistance, que Chabrol qualifie d'« euro-pudding » et de « vrai navet » et qui sera un échec.

### Les années Karmitz
En 1985, Marin Karmitz accepte le scénario de Poulet au vinaigre, qui a été refusé par d'autres producteurs. Le film est présenté au festival de Cannes. C'est le début d'une « complicité » qui va s'étendre sur onze films supplémentaires jusqu'en 2003 (Inspecteur Lavardin, Masques, Une affaire de femmes, Madame Bovary, Betty, Rien ne va plus, La Cérémonie, L'Enfer, Merci pour le chocolat, Au cœur du mensonge, La Fleur du mal). Ce seront pour la plupart des réussites commerciales qui permettront à Karmitz de produire des films plus difficiles. Il touche tant les rives du films policier (Masques, critique de l'univers de la télévision, Le Cri du hibou, adaptation de Patricia Highsmith), de la comédie policière (Poulet au vinaigre, Inspecteur Lavardin, Rien ne va plus) que celles de l'adaptation littéraire (Madame Bovary, Betty d'après Simenon), ou du fait divers sanglant (La Cérémonie), adaptée du roman L'Analphabète de Ruth Rendell. En 1988, Une affaire de femmes retrace la vie de Marie-Louise Giraud, qui effectua des avortements à Cherbourg sous l'occupation et qui fut condamnée à mort. Il revient sur cette période en 1993 dans un film documentaire composé des actualités cinématographiques officielles du régime du arméchal Pétain : L'Œil de Vichy.
Avec L'Enfer, il reprend un scénario d'Henri-Georges Clouzot, que celui-ci avait tenté de tourner lui-même en 1964, avec Romy Schneider et Serge Reggiani. En raison d'un budget trop limité et de problèmes de santé, Clouzot n'avait pu l'achever. Sa veuve confie le scénario, qui évoque une jalousie masculine morbide, à Karmitz et Chabrol le met en scène avec Emmanuelle Béart et François Cluzet. Il revient régulièrement au « polar provincial » par des films tels que Au cœur du mensonge, La Demoiselle d'honneur et La Fleur du mal. En 2000, Merci pour le chocolat, adaptation d'un roman policier de Charlotte Armstrong, lui vaut le prix Louis-Delluc et permet à Isabelle Huppert d'obtenir plusieurs prix d'interprétation dans des festivals internationaux.
Sur cette période, il connaît deux échecs notables en 1989 et 1990 sur des co-productions : Jours tranquilles à Clichy est une fresque érotique d'après l'œuvre éponyme d'Henry Miller. Docteur M se veut un hommage à Fritz Lang pour le centième anniversaire de sa naissance et met en scène un personnage démoniaque proche du Docteur Mabuse ; Chabrol reconnaît que c'est un film raté. Il qualifie ces deux films de « consciemment cons » et décide « de ne plus perdre [son] temps sur un truc dont [il sait] pertinemment que c'est une connerie ».

### Dernières années
Le producteur Patrick Godeau (Alicéléo) prend la relève de Marin Karmitz à partir de La Demoiselle d'honneur en 2004. Il produit les quatre derniers films de Chabrol, dont L'Ivresse du pouvoir en 2006. Inspiré par l'affaire Elf et le personnage de la juge Eva Joly, ce film remporte un grand succès et obtient le prix spécial du jury au festival du film européen de Séville. L'année suivante, La Fille coupée en deux est primé au festival du film de Pula et obtient le prix Bastone Bianco de la critique à la Mostra de Venise.
Entre deux tournages, Chabrol vient se reposer au Croisic en Loire-Atlantique, ville qu'il avait découverte après la guerre et où il avait acheté en 2004 une maison dans le centre du bourg (auparavant, son lieu de repli se trouvait à Gennes en Maine-et-Loire). Il y recevait souvent ses amis acteurs et cinéastes. Il a ralenti son rythme de travail en ne réalisant plus qu'un film tous les dix-huit mois, en intercalant un ou deux téléfilms « pour ne pas m'ennuyer ».
Claude Chabrol est, en 2006, le réalisateur d'honneur du festival Un réalisateur dans la ville, à Nîmes. Deux ans plus tard, il reviendra dans la cité romaine tourner son dernier film, Bellamy, avec Gérard Depardieu. Ce sera leur unique collaboration.
Chabrol reçoit, pour l'ensemble de son œuvre cinématographique, le Lifetime Achievement Award de l'Académie européenne du cinéma en 2003, le prix René-Clair de l'Académie française en 2005, la Licorne d’Or au Festival international du film d'Amiens en 2008, la Caméra d'or de la Berlinale 2009 et le grand prix 2010 de la SACD.

### Mort

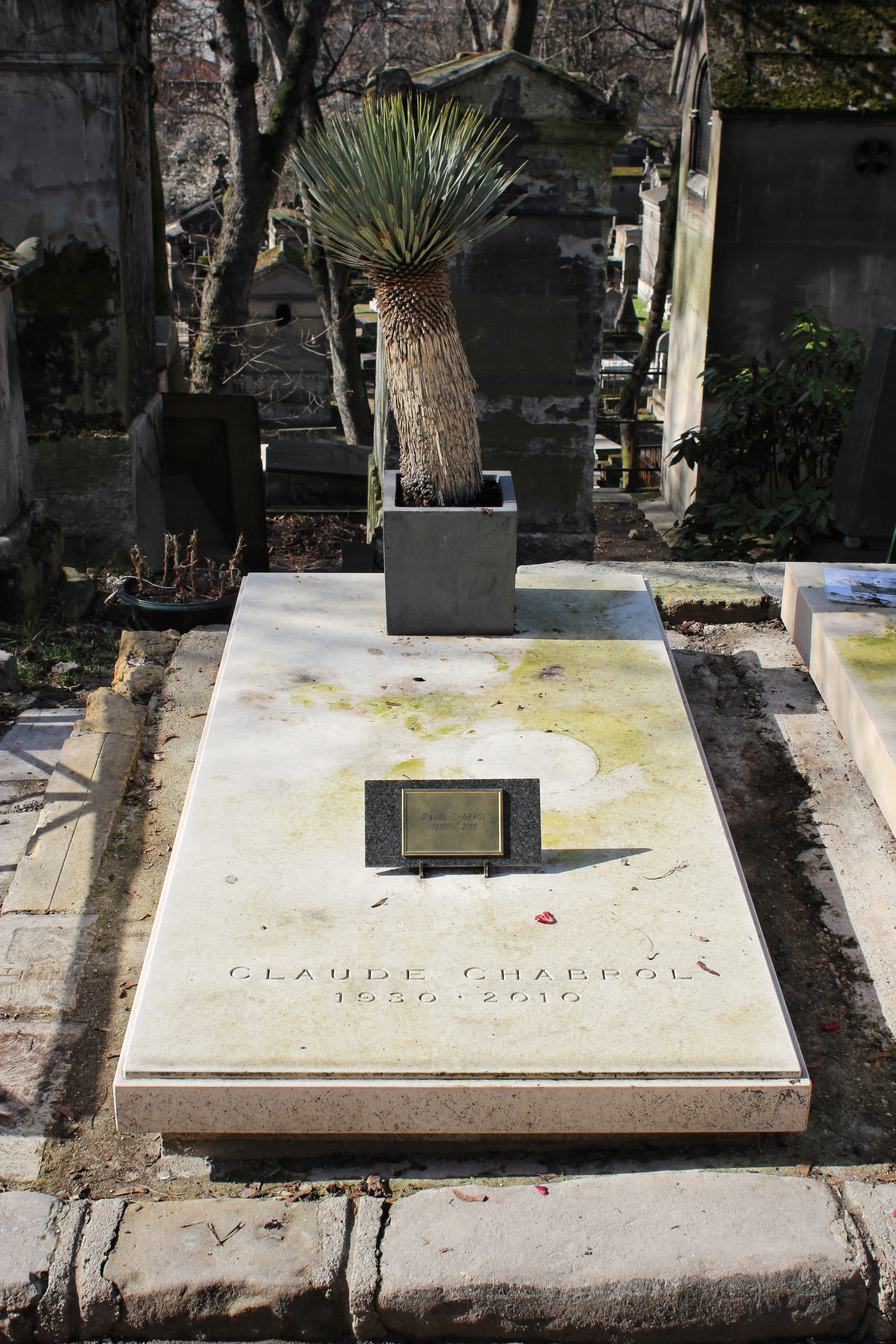
Tombe de Claude Chabrol, le long du chemin Denon, au cimetière du Père-Lachaise (10e division).

Puis arrive, à « l'hyperactif et plein d’allant, fourmillant de projets », le « clap de fin » : Claude Chabrol meurt à son domicile le 12 septembre 2010 à l'âge de 80 ans,, notamment de problèmes respiratoires qui avaient justifié son hospitalisation les deux dernières semaines, hospitalisation qui révélera un lymphome non soigné,. Il est inhumé le 17 septembre, dans l'intimité, au Père-Lachaise (10e division), après un rassemblement des proches et des amis sur le parvis de la Cinémathèque française,.
Ses derniers projets étaient d'adapter Boule de Suif à la télévision avec Marilou Berry et, pour le cinéma, de réaliser L'Escalier de fer avec Isabelle Huppert, d'après un roman de Georges Simenon publié en 1953. Il avait également dans ses tiroirs un « projet impossible à réaliser » : l'adaptation de Wang-Loun d'Alfred Döblin, roman traitant des incarnations de l'esprit de révolte dans la Chine antique, pendant la construction de la Grande muraille. Il évoque également l'adaptation d'un roman de Kate Ross, La Disparition d'Orphée comme son dernier film.

## Méthode de travail

### Une famille de cinéma
« J'ai toujours tendance à travailler avec les mêmes personnes. Et je comprends mal comment on peut ne pas travailler avec les mêmes quand on s'entend bien avec eux et quand c'est possible (…) je préfère garder ma petite équipe parce que, à chaque fois, c'est un vrai bonheur de se retrouver. C'est valable pour les techniciens. C'est valable pour les acteurs. C'est valable pour tout le monde. »

— Entretien avec François Guérif
De fait, Chabrol travaille longtemps avec les mêmes équipes : son chef opérateur Jean Rabier coopère avec lui pendant trente ans; le musicien Pierre Jansen compose la musique de plus de la moitié de ses films, avant que Matthieu Chabrol ne prenne la relève. Jacques Gaillard, Monique Fardoulis son épouse et Olivier Rossignol leur fils assurent le montage de la quasi-totalité de ses films. Directeurs de production, cadreurs et assistants restent fidèles à Chabrol pendant de longues années. Aurore Paquiss, son épouse depuis 1982, est sa scripte depuis Les Biches en 1967 ; Cécile Maistre, la fille d'Aurore, est son assistante depuis 1993.
Stéphane Audran a tourné une vingtaine de films avec lui, Isabelle Huppert et Bernadette Lafont sept films, Michel Bouquet six films. François Cluzet, Jean-Pierre Cassel, Jean-Claude Brialy, André Jocelyn, Michel Duchaussoy, Maurice Ronet, Jean Yanne, Henri Attal, Dominique Zardi et Sandrine Bonnaire sont apparus régulièrement à ses génériques. Les producteurs André Génovès, Marin Karmitz et Patrick Godeau lui ont permis de tourner la plupart de ses meilleurs films. Paul Gégauff a co-écrit pendant plus de vingt ans une bonne partie de ses scénarios et de ses dialogues.

### Tourner, quoi qu'il arrive
De 1958 à 2009, des Cousins à Bellamy, Claude Chabrol réalise 54 longs métrages pour le cinéma. Il tourne également des segments dans des films à sketches et de nombreux films de télévision et épisodes de séries. Il a conscience d'avoir réalisé des films inégaux. Il s'est parfois trouvé contraint, par besoin d'argent ou nécessité d'obtenir un succès commercial, d'accepter des films de commande « qu'il faisait semblant de réaliser consciencieusement, mais qu'il s'amusait à rater avec un joyeux je-m'en-foutisme » ; ainsi Les Magiciens, Folies bourgeoises, Le Sang des autres ou Jours tranquilles à Clichy.
Cependant, comme le questionne son biographe Wilfrid Alexandre : « qui peut se flatter aujourd'hui d'avoir réalisé autant de films réussis et de chefs-d'œuvre ? » Chabrol explique :

« Je voulais rester fidèle à mon crédo : tourner quoi qu'il arrive. Installer le système Chabrol. Comme Truffaut, je voulais fonctionner film par film, mais à l'intérieur d'un ensemble plus large, avec des mises en perspective que je m'efforçais de créer. Je me salissais un peu les mains avec des projets plus douteux, mais au moins je faisais du cinéma. »

Dans un article publié en octobre 1959 dans les Cahiers du cinéma, il a théorisé son intérêt pour « les petits sujets », concluant : « à mon avis, il n'y a pas de grands ou de petits sujets , parce que plus le sujet est petit, plus on peut le traiter avec grandeur ».

« Chabrol a fait une carrière à l’américaine », explique François Guérif. « Walsh, Ford ou Hawks n’ont pas fait que des chefs-d’œuvre. Mais comme eux, Chabrol considère qu’un réalisateur, tel un artisan, ne doit pas se tourner les pouces mais tourner des films. »

### L'observation des turpitudes de la bourgeoisie
Après sa « belle histoire » de treize films avec le producteur André Génovès, Chabrol se félicite de sa collaboration avec Marin Karmitz - qui se poursuit avec Patrick Godeau. Ces partenariats garantissent la réunion des conditions idéales de création pour un metteur en scène. Ils assurent la cohérence d'une œuvre, marquée par l'observation féroce des turpitudes de la bourgeoisie - souvent provinciale. Que ce soit sur le registre de la comédie grinçante ou du polar, souvent de concert avec Paul Gégauff, il ne cesse d'en traquer l'hypocrisie, les coups bas et la bêtise, avec une délectation jubilatoire.
Claude Chabrol n'hésite pas à forcer le trait jusqu'à la noirceur. Il est l'un des rares cinéastes français à avoir exploré une partie de l'histoire de notre pays, des mentalités et des mœurs, tout en restant, au fil des ans, un cinéaste populaire. Ses films sont connus pour intégrer des scènes où les repas sont l'exutoire des fantaisies ou des sentiments de ses personnages. Selon Wilfrid Alexandre, les scènes de table semblent avoir un rôle majeur dans la dramaturgie de l'œuvre chabrolienne. « C'est à table que les gens mangent. Ils sont dans un état de primitivité absolue, car ils se nourrissent pour vivre, sinon ils meurent. C'est le moment où l'on est dans un état élémentaire et si l'on porte des masques, ils ont tendance à tomber. On peut ainsi pénétrer dans la psychologie de chacun. Ce que j'aime quand mes personnages sont à table, c'est ce petit moment de vérité ou de grand mensonge. Tout est possible à table, mais a priori il s'agit d'un petit moment de vérité » explique Chabrol.
Selon l'analyse de Catherine Khoze-Dousteyssier, la filmographie de Chabrol est influencée par la Comédie humaine, à travers les références à des romans de Balzac dans certains films et « au niveau de sa conception de l'œuvre cinématographique comme mosaïque (…) La clé balzacienne permet d'apporter cohérence et complexité à une esthétique chabrolienne parfois jugée hétéroclite ». Cette parenté est fréquemment notée par la critique : ainsi Chantal Didier dans L'Est républicain :

« Avec l'auteur de la Comédie humaine, le cinéaste partageait la gourmandise, la vraie et celle de mettre en scène les passions et petitesses que cachent souvent les conventions. (…) Comme lui, il laisse une œuvre puissante, où son œil acéré témoigne de son siècle. »

### Un cinéaste populaire
Dans Claude Chabrol par lui même et par les siens, le cinéaste cite avec satisfaction le Guide chiffré du cinéma de Simon Simsi qui, dans son édition 2000, le référence « comme le réalisateur français des records d'entrées avec vingt-huit films dépassant les cinq cent mille entrées sur quarante-sept sortis ». Comme le souligne Eric Libiot : « Il est rare qu'un cinéaste devienne populaire. […] un cinéaste, ça reste dans l'ombre, ça cogite, ça fulmine, ça impressionne, ça garde ses distances. C'est mystérieux un cinéaste, parfois timide et peu enclin à jouer sous les lumières. Claude Chabrol n'était ni mystérieux, ni timide et s'amusait des projecteurs braqués sur lui. Il aimait la vie, il aimait son boulot, il aimait les gens. Et puis s'amuser. Il avait un avis sur tout. […] Alors oui, Claude Chabrol était un cinéaste populaire parce qu'il était un homme généreux adepte du poil à gratter. » Xavier Panon, dans La Montagne, renchérit : « Son humanité sincère, son individualisme assumé dans un grand éclat de rires, touchent juste. Ils expliquent sa réelle popularité ». Nathalie Simon et Étienne Sorin, dans Le Figaro, rappellent dix ans après sa mort que « Chabrol reste un cinéaste populaire. Dans l’imaginaire français, il demeure le bon vivant de la bande des Cahiers du cinéma, le rigolard de la Nouvelle Vague, le pourfendeur de la France bourgeoise des années 1970, l’amateur de bonne chère, truculent et libre-penseur ».
Comme l'écrit Bruno Dive dans Sud-Ouest, « Il est rare que le grand public se précipite pour voir un film en fonction de son auteur. L'acteur vedette ou le thème jouent généralement un rôle primordial. Ce n'était pas le cas avec Claude Chabrol, même si celui-ci faisait toujours tourner des acteurs célèbres qu'il avait parfois contribué à lancer. On allait voir “un Chabrol” comme on déguste “un bordeaux” ou comme on lit un “Le Clézio” ». Illustration de cette popularité, le patronyme du cinéaste est passé dans le langage courant, ainsi que le définit Xavier Panon : « Chabrolien ! Que son nom soit devenu un adjectif pour désigner une lourde ambiance provinciale, c'est le plus bel hommage du vice à la vertu du cinéaste, maître des trucages pour débusquer, comme son inspecteur Lavardin, la coupable vérité en jouant des faux-semblants ».

### Postérité
Selon François Guérif : 

« Comme tout vrai créateur, (Chabrol) a un univers qui n’appartient qu’à lui. Ce qui ne l’empêche pas d’être une source d’inspiration pour d’autres cinéastes, tout comme Hitchcock l’a été pour lui. »

Selon certains critiques, on retrouve sa conception du métier chez Anne Fontaine ou François Ozon, « deux cinéastes qui tournent beaucoup et flirtent avec des thèmes chers à Chabrol (l’hypocrisie bourgeoise, le mensonge) ». En 2020, Marc Fitoussi assume l'héritage chabrolien pour son film Les Apparences.
Pour autant selon Didier Péron dans Libération, la postérité de Chabrol peut sembler problématique :

« Dans une cinéphilie mondialisée, la place de cette œuvre si ancrée dans le territoire national peut-elle susciter l’intérêt ? On se souvient de Bong Joon-ho (…) citant Chabrol seventies parmi ses influences, et surtout de cette interview croisée avec l’immense James Gray (…), dans Première en juin (2010) : "Comprenez-moi bien, ses films sont fondateurs pour moi. Il y a trois ou quatre ans, sa fille m’a offert une immense affiche des Bonnes Femmes, l’un de mes films préférés au monde, avec un autographe. Voilà, pour moi, il y a Chabrol, Fellini, Kurosawa, Visconti, John Ford". »

## Engagements
Claude Chabrol a côtoyé Jean-Marie Le Pen à la faculté de droit. Comme il l'explique dans l'émission Bouillon de culture, il a été « copain comme cochon » avec lui entre 1949 et 1952 et a admiré son côté « fout-la-merde magnifique ». Cependant, il est connu pour avoir des opinions politiques « irréductiblement socialistes » et se vante, dans les années 1960, de voter régulièrement communiste avec Stéphane Audran. Son passage à Sciences Po lui insuffle une détestation des hommes politiques. Le début de sa carrière lui vaut quelques malentendus, en particulier sur Les Cousins, accusé d'être un film fasciste parce que Jean-Claude Brialy s'y déguise en nazi. En 1973, il introduit dans Les Noces rouges un personnage particulièrement déplaisant de député de la majorité (UDR). Il estime que la présence de ce personnage, incarné par Claude Piéplu, constitue la vraie raison pour laquelle la commission de contrôle cinématographique a retardé la sortie du film.
En 1981, il soutient François Mitterrand lors de l'élection présidentielle.
En 1995, avec La Cérémonie, il déclare avoir signé un film marxiste, afin de rappeler aux intellectuels de gauche qui pensent que la chute du mur de Berlin a marqué la fin de la lutte des classes, qu'ils ont tort et qu'il existe encore un sous-prolétariat.

## Filmographie

### Réalisateur au cinéma
- 1958 : Le Beau Serge
- 1959 : Les Cousins
- 1959 : À double tour
- 1960 : Les Bonnes Femmes
- 1961 : Les Godelureaux
- 1962 : Les Sept Péchés capitaux, segment L'Avarice
- 1962 : L'Œil du Malin
- 1963 : Ophélia
- 1963 : Landru
- 1964 : Les Plus Belles Escroqueries du monde, segment L'Homme qui vendit la tour Eiffel
- 1964 : Le Tigre aime la chair fraîche
- 1965 : Paris vu par…, segment La Muette
- 1965 : Marie-Chantal contre Dr Kha
- 1965 : Le Tigre se parfume à la dynamite
- 1966 : La Ligne de démarcation
- 1967 : Le Scandale
- 1967 : La Route de Corinthe
- 1968 : Les Biches
- 1969 : La Femme infidèle
- 1969 : Que la bête meure
- 1970 : Le Boucher
- 1970 : La Rupture
- 1971 : Juste avant la nuit
- 1971 : La Décade prodigieuse
- 1972 : Docteur Popaul
- 1973 : Les Noces rouges
- 1974 : Nada
- 1975 : Une partie de plaisir
- 1975 : Les Innocents aux mains sales
- 1976 : Les Magiciens
- 1976 : Folies bourgeoises
- 1977 : Alice ou la Dernière Fugue
- 1978 : Les Liens de sang
- 1978 : Violette Nozière
- 1980 : Le Cheval d'orgueil
- 1982 : Les Fantômes du chapelier
- 1984 : Le Sang des autres
- 1985 : Poulet au vinaigre
- 1986 : Inspecteur Lavardin
- 1987 : Masques
- 1988 : Le Cri du hibou
- 1988 : Une affaire de femmes
- 1990 : Jours tranquilles à Clichy
- 1990 : Docteur M
- 1991 : Madame Bovary
- 1992 : Betty
- 1993 : L'Œil de Vichy (documentaire)
- 1994 : L'Enfer
- 1995 : La Cérémonie
- 1997 : Rien ne va plus
- 1999 : Au cœur du mensonge
- 2000 : Merci pour le chocolat
- 2002 : La Fleur du mal
- 2004 : La Demoiselle d'honneur
- 2006 : L'Ivresse du pouvoir
- 2007 : La Fille coupée en deux
- 2009 : Bellamy

### Réalisateur pour la télévision
Il a réalisé 26 fictions pour la télévision.
- 1973 : Le Père (série Réalité-Fiction de Jean Frapat - Service de la recherche de ORTF)
- 1974 : Le Banc de la désolation (série Nouvelles de Henry James)
- 1974 : Nul n'est parfait (série Histoires insolites)
- 1974 : Monsieur Bébé (série Histoires insolites)
- 1974 : Les Gens de l'été (série Histoires insolites)
- 1974 : Une invitation à la chasse (série Histoires insolites)
- 1976 : De Grey, un récit romanesque (série Nouvelles de Henry James)
- 1978 : Monsieur Saint-Saëns (série Il était un musicien)
- 1978 : 2 + 2 = 4 (série Madame le juge)
- 1979 : La Boucle d'oreille (série Histoires insolites)
- 1979 : Monsieur Liszt (série Il était un musicien)
- 1979 : Monsieur Prokofiev (série Il était un musicien)
- 1979 : Jeunesse et Spiritualité Cyprien Katsaris (7 juillet 1979)
- 1980 : Le Tramway fantôme (série Fantômas)
- 1980 : L'Échafaud magique (série Fantômas)
- 1981 : Le Système du docteur Goudron et du professeur Plume
- 1981 : Les Affinités électives
- 1982 : La Danse de mort
- 1982 : M. le maudit
- 1988 : L'Escargot noir (série Les Dossiers de l'inspecteur Lavardin)
- 1989 : Maux croisés (série Les Dossiers de l'inspecteur Lavardin)
- 2001 : Les Redoutables
- 2007 : La Parure (série Chez Maupassant)
- 2008 : Le Petit Fût (série Chez Maupassant)
- 2009 : Le Petit Vieux des Batignolles (série Au siècle de Maupassant)
- 2009 : Le Fauteuil hanté (série Au siècle de Maupassant)

### Acteur

#### Longs métrages
- 1959 : Les Jeux de l'amour de Philippe de Broca : le forain
- 1960 : Saint-Tropez Blues de Marcel Moussy : le réalisateur interviewé
- 1961 : Les Menteurs : le réceptionniste de l'hôtel
- 1961 : Paris nous appartient de Jacques Rivette : un des invités de la fête (non crédité)
- 1961 : Les Sept Péchés capitaux, segment L'Avarice : le pharmacien
- 1961 : L'Œil du Malin de lui-même : un spectateur du strip-tease
- 1962 : Les Ennemis de Édouard Molinaro : le jogger avec le sifflet au parc
- 1963 : Les Durs à cuire de Jack Pinoteau : le psychiatre
- 1965 : Paris vu par…, sketch La Muette : le père
- 1965 : Marie-Chantal contre le Docteur Kha de lui-même : le barman
- 1965 : Le Tigre se parfume à la dynamite de lui-même : le médecin
- 1965 : Brigitte et Brigitte de Luc Moullet : le cousin
- 1967 : La Route de Corinthe de lui-même : Alcibiade (non crédité)
- 1968 : Les Biches de lui-même
- 1968 : La Femme écarlate de Jean Valère
- 1970 : Sortie de secours de Roger Kahane
- 1970 : Aussi loin que l'amour de Frédéric Rossif : l'homme au poteau
- 1972 : De l'autre côté du vent (The Other Side of the Wind) de Orson Welles (inachevé)
- 1972 : Un meurtre est un meurtre de Étienne Périer : le contrôleur de train
- 1973 : Le Permis de conduire de Jean Girault : le réceptionniste de l'hôtel
- 1976 : Folies bourgeoises de lui-même : un client chez l'éditeur
- 1977 : L'Animal de Claude Zidi : le metteur en scène
- 1981 : Les Folies d'Élodie de André Génovès
- 1982 : Les Voleurs de la nuit de Samuel Fuller : Louis Crépin dit Tartuffe
- 1983 : Polar de Jacques Bral : Theodore Lyssenko
- 1985 : Suivez mon regard de Jean Curtelin : le téléphage
- 1986 : Je hais les acteurs de Gérard Krawczyk : Lieberman
- 1986 : Sale Destin de Sylvain Madigan : le commissaire
- 1987 : Jeux d'artifices de Virginie Thévenet : le père de Jacques
- 1987 : L'Été en pente douce de Gérard Krawczyk : le prêtre
- 1987 : Alouette je te plumerai de Pierre Zucca : Pierre Vergne
- 1988 : Sueurs froides : le présentateur de la série télévisée
- 1992 : Sam suffit de Virginie Thévenet : Monsieur Denis
- 1996 : Le Fils de Gascogne de Pascal Aubier : lui-même
- 2002 : La Deuxième Vérité de Philippe Monnier : Julien Lecoeur, un médecin
- 2005 : Lucifer et moi de Jean-Jacques Grand-Jouan : l'homme de la rue
- 2006 : Avida de Benoît Delépine et Gustave Kervern : le zoophile débonnaire
- 2009 : À bicyclette téléfilm de Jean Douchet
- 2010 : Gainsbourg, vie héroïque de Joann Sfar :  : le producteur musique de Gainsbourg
- 2010 : Le Jour des corneilles de Jean-Christophe Dessaint : le docteur (voix)

#### Courts métrages
- 1969 : Et crac de Jean Douchet
- 1974 : La Bonne Nouvelle d'André Weinfeld : le curé
- 1984 : Homicide by night de Gérard Krawczyk
- 2001 : Tu devrais faire du cinéma de Michel Vereecken

### Producteur
Chabrol avait, au début de sa carrière, produit des films avec sa société Ajym Films.
- 1956 : Le Coup du berger de Jacques Rivette (court métrage, n'est pas produit avec Ajym)
- 1958 : Véronique et son cancre d'Éric Rohmer (court métrage)
- 1958 : Un Américain d'Alain Cavalier (court métrage)
- 1959 : Le Beau Serge de Claude Chabrol
- 1959 : Les Cousins de Claude Chabrol
- 1960 : Les Jeux de l'amour de Philippe de Broca
- 1961 : Le Farceur de Philippe de Broca
- 1961 : Paris nous appartient de Jacques Rivette
- 1962 : Le Signe du Lion d'Éric Rohmer
- 1964 : La Ligne droite de Jacques Gaillard

## Box-office
Le box-office de Claude Chabrol est remarquable par sa régularité. Ses plus grands succès se répartissent en effet sur cinq décennies différentes. En revanche, on note aussi l'absence de très gros succès de plus de 5 millions de spectateurs.
| Films                               | Année | Entrées, France |
| ----------------------------------- | ----- | --------------- |
| Docteur Popaul                      | 1972  | 2 062 335       |
| Les Cousins                         | 1959  | 1 816 407       |
| Juste avant la nuit                 | 1971  | 352 111         |
| À double tour                       | 1959  | 1 445 587       |
| La Ligne de démarcation             | 1966  | 1 369 742       |
| Landru                              | 1962  | 1 331 849       |
| Madame Bovary                       | 1991  | 1 292 151       |
| Alice ou la Dernière Fugue          | 1977  | 98 954          |
| Le Tigre aime la chair fraîche      | 1964  | 1 242 601       |
| Le Tigre se parfume à la dynamite   | 1965  | 1 173 343       |
| Le Boucher                          | 1970  | 1 148 554       |
| Le Beau Serge                       | 1959  | 1 112 986       |
| L'Ivresse du pouvoir                | 2006  | 1 103 122       |
| Que la bête meure                   | 1969  | 1 092 910       |
| La Fleur du mal                     | 2003  | 1 080 105       |
| Violette Nozière                    | 1978  | 1 074 507       |
| La Cérémonie                        | 1995  | 1 000 271       |
| Une affaire de femmes               | 1988  | 975 770         |
| Marie-Chantal contre le docteur Kha | 1965  | 964 679         |
| L'Enfer                             | 1994  | 931 118         |
| Les Sept Péchés capitaux            | 1962  | 930 559         |
| La Rupture                          | 1970  | 927 678         |
| Merci pour le chocolat              | 2000  | 912 499         |
| Les Noces rouges                    | 1973  | 829 232         |
| Poulet au vinaigre                  | 1985  | 764 659         |
| La Fille coupée en deux             | 2007  | 752 871         |
| La Décade prodigieuse               | 1971  | 709 844         |
| Masques                             | 1987  | 708 506         |
| Inspecteur Lavardin                 | 1986  | 701 456         |
| La Femme infidèle                   | 1969  | 682 295         |
| Les Biches                          | 1968  | 627 164         |
| Au cœur du mensonge                 | 1999  | 570 032         |
| Les Innocents aux mains sales       | 1975  | 553 910         |
| Le Cheval d'orgueil                 | 1980  | 538 289         |
| Nada                                | 1974  | 517 725         |
| Les Bonnes Femmes                   | 1960  | 486 110         |
| Rien ne va plus                     | 1997  | 458 125         |
| La Demoiselle d'honneur             | 2004  | 393 841         |
| Les Fantômes du chapelier           | 1982  | 387 226         |
| Le Scandale                         | 1967  | 383 071         |
| Bellamy                             | 2009  | 349 983         |
| Le Cri du hibou                     | 1987  | 295 435         |
| Betty                               | 1992  | 252 820         |
| Les Godelureaux                     | 1961  | 214 546         |
| L'Œil de Vichy                      | 1993  | 201 411         |
| Folies bourgeoises                  | 1976  | 158 674         |
| Une partie de plaisir               | 1975  | 155 863         |
| Le Sang des autres                  | 1984  | 150 868         |
| L'Œil du malin                      | 1962  | 90 715          |
| Jours tranquilles à Clichy          | 1990  | 90 503          |
| Les Magiciens                       | 1976  | 51 682          |

## Théâtre (metteur en scène)
- 1964 : Macbeth de William Shakespeare, théâtre Montansier, Versailles
avec Roger Hanin et Stéphane Audran
- 1984 : La Danse de mort d'August Strindberg, théâtre de l'Atelier, Paris
avec Michel Bouquet, Juliette Carré, Henri Garcin

## Publications

### Romans
- Landru (avec Françoise Sagan), éditions Julliard, 1963, 129 p. ; (es) (Prólogo de Joaquin Jordá), Ed. Aymà, Barcelona, 1964, 132 p.; (de) Ullstein, Berlin, 1964
- L’Adieu aux dieux, Encre, 1980, 212 p.  (ISBN 2-8641-8102-9 et 978-2-86418-102-6)

### Scénarios
- La Femme infidèle, éd. L'Avant-scène Cinéma no 92, mai 1969
- Les Noces rouges (avec Roger Corbeau), éditions Seghers, coll. « Filmothèque », 1973, 199 p.
- Dr M (avec Thomas Bauermeister et Sollace Mitchel), éd. universitaires 1990
- Rien ne va plus, Arte-Hachette Scénars, no 13, 1997
- La Fleur du Mal, suivi de Qui est criminelle ? (avec Caroline Eliacheff et Louise L. Lambrichs), Albin Michel, 2003, 203 p.  (ISBN 2-2261-3675-4 et 978-2-22613-675-6)
- L'Ivresse du pouvoir, un film de Claude Chabrol (avec Odile Barski, coscénariste), éd. L'Avant-scène Cinéma, 2006, 96 p.  (ISBN 978-2-84725-047-3)

### Nouvelles
- « Musique douce », in Mystère magazine, novembre 1953
- « Le Dernier Jour de souffrances », du Mystère magazine, février 1957 + En dos de couverture du numéro 111 d'avril 1957, c'est également avec cette nouvelle qu'il sera fait lauréat du 2e prix, au « Concours de nouvelles policières » de Mystère magazine, récompensant les 10 premiers manuscrits et honorant les 7 suivants.
- Six contes moraux (avec Éric Rohmer), L'Herne, Paris, 1974, rééd. 2003  (ISBN 978-2-85197-707-6) ; (en) Six Moral Tales, New York, NY, U.S.A.: The Viking Press, 1980  (ISBN 0-670-64732-2)

### Articles dans lesCahiers du Cinéma
- Que ma joie demeure -sur Chantons sous la pluie (Singing in the rain) [no 28 - 11/1953]
- Note sur Le voyage de la peur (The Hitch-Hiker) [no 29 - 12/1953]
- Note sur Une affaire troublante (A Personal Affair) [no 35 - 05/1954]
- Hitchcock devant le mal dans un NS 'Hitchcock' [no 39 - 10/1954]
- Histoire d'une interview dans un NS 'Hitchcock' [no 39 - 10/1954]
- Les 10 meilleurs films de 1954 [no 43 - 01/1955]
- Un calvaire -sur Le pain vivant [no 44 - 02/1955]
- Entretien avec Alfred Hitchcock (av. François Truffaut) [no 44 - 02/1955]
- Petits poissons deviendront grands -sur Bronco Apache (Apache) et Du plomb pour l'inspecteur (Push Over) [no 45 - 03/1954]
- Sans tambour ni trompette -sur Rebecca [no 45 - 03/1954]
- Revue des revues -sur Films in Review, Sight and Sound et Film culture [no 45 - 03/1954]
- Entretien avec Jules Dassin (I) [no 46 - 04/1954]
- Les choses sérieuses -sur Fenêtre sur cour [no 46 - 04/1954]
- Petit journal intime du cinéma [no 46 - 04/1954]
- Entretien avec Jules Dassin (II) [no 47 - 05/1954]
- Petit journal intime du cinéma [no 47 - 05/1954]
- Éphémérides Cannois [no 48 - 06/1954]
- Clés pour la comtesse -sur La comtesse aux pieds nus (The Barefoot Contessa) [no 49 - 07/1954]
- Raoul -sur Le cri de la victoire (Battle Cry) [no 49 - 07/1954]
- Revue des revues -sur Films in Review, Sight and Sound et Film culture [no 50 - 08-09/1954]
- Le gambit du Pharaon -sur La terre des pharaons (Land of the Pharaohs) [no 53 - 12/1954]
- Évolution du film policier dans un NS 'Situation du cinéma américain' [no 54 - 12/1954]
- Notices biographiques dans le dictionnaire des réalisateurs américains contemporains [no 54 - 12/1954]
- Les 10 meilleurs films de 1955 [no 55 - 01/1956]
- Évolution du film policier dans un NS 'Situation du cinéma Américain' [no 54 - 12/1954]
- Entretien avec Anthony Mann (av. Charles Bitsch) [no 69 - 03/1957]
- Bonjour, Monsieur Oswald Propos recueillis de Gerd Oswald) [no 70 - 04/1957]
- Notices biographiques dans le dictionnaire des réalisateurs français contemporains [no 71 - 05/1957]
- Les films de Cannes 1957 [no 72 - 06/1955]
- Les 10 meilleurs films de 1957 [no 79 - 01/1958]
- La peau, l'air et le subconscient - sur La fin de son 1er film : Le Beau Serge [no 83 - 05/1958]
- Extrait du film Les Cousins [no 90 - 12/1958]
- Les 10 meilleurs films de 1958 [no 92 - 02/1959]
- Les petits sujets dans un NS 'Jean Cocteau' [no 100 - 10/1959]

### Essais
- Hitchcock (avec Éric Rohmer et Dominique Rabourdin), éd. Universitaires, coll. « Classiques du cinéma » no 6, 1957, 180 p. ; Ramsay, poche cinéma no 23, 1986  (ISBN 2-9585-6481-9 et 978-2-85956-481-0) ; Ramsay, poche cinéma no 23, 2006  (ISBN 978-2-84114-827-1) ; (en) Hitchcock: The First Forty-Four Films, Ungar Pub Co, New York, New York, U.S.A., 1979  (ISBN 0-8044-6749-8), 1980  (ISBN 0-8044-2743-7)
- Collectif, Portraits de cinéma (textes de Michèle Morgan, Claude Chabrol et Jean Marais), éditions du Regard, 1982, Paris, 184 p., ill. (80 photographies d'acteurs et d'actrices, dont certaines en couleurs)  (ISBN 2-9033-7002-8)
- Les romans qui ont inspiré Hitchcock, présentés par Claude Chabrol, éditions du Masque, 1994-1995  (ISBN 2-7024-2446-5) ; 1998  (ISBN 978-2-70242-446-9)

Tome 1 : Un étrange locataire - Le Numéro 17 - Les Trente-neuf marches - Mr Ashenden agent secret - L'Agent secret - Jeune et innocent - Une femme disparaît
Tome 2 : L'Auberge de la Jamaïque - Rebecca - La Maison du Dr Edwardes - Le Procès Paradine - Le Grand Alibi
- Collectif, Lang, Hawks, Hitchcock (textes de Jacques Rivette, Jacques Becker, François Truffaut et Claude Chabrol), Arte no 104, 1999  (ISBN 978-8-42450-823-4)
- Collectif, L'Ami Poiret : 1926-1992 (textes inédits de Daniel Auteuil, Caroline Cellier, Claude Chabrol et autres), éditions Noesis, Paris, 2002  (ISBN 978-2-91464-510-2)
- Comment faire un film (avec François Guérif), Payot & Rivages, coll. « Manuels Payot », 2003  (ISBN 978-2-22889-699-3) ; Rivages, Poche no 463, 2004, 98 p.  (ISBN 2-7436-1268-1 et 978-2-74361-268-9); (es) Cómo se hace una película, Alianza Editorial, Madrid, 2004  (ISBN 8-4206-5685-2), 2005  (ISBN 978-8-42065-685-4); (de) Wie man einen Film macht, Autorenhaus Verlag, Berlin, 2004  (ISBN 3-9329-0946-1 et 978-3-93290-946-7)

## Livre audio
- Claude Chabrol (auteur et narrateur de l’Autoportrait ; narrateur des 7 nouvelles d'autres auteurs), Alain Vallarsa (musique de l’Autoportrait), Paul Mahoux (cocompositeur pour les 7 nouvelles), Simon Raoult (cocompositeur pour les 7 nouvelles), Jacques Santamaria (interviewer), Sophie Loubière (auteur de deux nouvelles), Élisabeth Lherm (auteur de deux nouvelles), Jeanne Cressanges (auteur d'une nouvelle), Frédérique Topin (auteur d'une nouvelle) et Alain Robillard (auteur d'une nouvelle), Autoportrait, suivi de 7 petits polars, Paris, Radio France, coll. « Cassettes Radio France », mai 1995 (EAN 341-5-8200-1732-4, BNF 38311896)Support : 2 cassettes audio ; durée : 1 h 14 min environ ; référence éditeur : Cassettes Radio France-Radio France Ateliers de création-SDGL K1732. Regroupe :   -  Autoportrait de Claude Chabrol (32 min 30 s), présenté par Jacques Santamaria 
  -  Claude Chabrol parle de la littérature policière, entretien de Jacques Santamaria avec Claude Chabrol (7 min), réalisé en juin 1994 
  -  Compartiment 12 (5 min 20 s), de Sophie Loubière 
  -  Un jeu d'enfant (5 min 20 s), d'Élisabeth Lherm 
  -  Une femme trop douce (5 min), de Jeanne Cressanges 
  -  Une très jolie fille (5 min 10 s), de Frédérique Topin 
  -  De façon accidentelle (5 min 20 s), de Sophie Loubière 
  -  Piazza Colonna (3 min 35 s), d'Alain Robillard 
  -  La Reine des fleurs (4 min 55 s), d'Élisabeth Lherm
 Semble avoir été réédité sous forme de 2 disques compacts audio, en 2000 (références introuvables).

## Hommages
- Salle de théâtre Claude-Chabrol à Angers, inaugurée fin 2011[77].
- Le réalisateur Bong Joon-ho lui rend hommage en 2019 lorsqu'il reçoit la Palme d'or à Cannes pour son film Parasite[78].
- L'écrivain écossais Graeme Macrae Burnet prétend fallacieusement dans la préface à son roman La Disparition d'Adèle Bedeau (2013, édition française 2018) que celui-ci serait basé sur l'œuvre d'un certain Raymond Brunet (sic) qui aurait fait l'objet en 1989 d'une adaptation par Claude Chabrol, avec Isabelle Huppert en tête d'affiche[79].
- Espace culturel Claude-Chabrol à Sardent, inauguré en 2015[80]
- Marcel Gotlib consacre une Rubrique-à-brac à La Décade prodigieuse et rappelle le concept de « bouffe chabrolienne » : le réalisateur ne résiste jamais à avoir au moins une fois dans chaque film une scène de repas.

## Distinctions

### Récompenses
- 1958 : Festival international du film de Locarno : Voile d'argent du meilleur réalisateur pour Le Beau Serge
- 1959 : Prix Jean-Vigo pour Le Beau Serge
- 1959 : Berlinale : Ours d'or pour Les Cousins
- 1971 : Prix Bodil du Meilleur film européen pour Le Boucher
- 1973 : Berlinale : Prix FIPRESCI pour Les Noces rouges
- 1982 : MystFest : Prix de la mise en scène pour Les Fantômes du chapelier
- 1988 : Mostra de Venise : Coupe Volpi de la meilleure interprétation féminine pour Isabelle Huppert, Ciak d'or du meilleur film et Prix Bastone Bianco de la critique pour Une affaire de femmes
- 1989 : Los Angeles Film Critics Association Awards : Prix du meilleur film étranger pour Une affaire de femmes
- 1989 : Festival du film de Bogota : Círculo Precolombino de Oro du meilleur scénario pour Une affaire de femmes
- 1995 : Festival international du film de Toronto : Metro Media Award pour La Cérémonie
- 1995 : Top 10 des Cahiers du cinéma : Meilleur film pour La Cérémonie
- 1996 : Los Angeles Film Critics Association Awards : Prix du meilleur film étranger pour La Cérémonie
- 1996 : Société des auteurs et compositeurs dramatiques : Prix cinéma
- 1997 : Festival international du film de Saint-Sébastien : Coquille d'argent du meilleur réalisateur et Coquille d'or du meilleur film pour Rien ne va plus
- 2000 : Prix Louis-Delluc pour Merci pour le chocolat
- 2003 : Académie européenne du cinéma : Lifetime Achievement Award
- 2005 : Académie française : Prix René-Clair
- 2006 : Festival du film européen de Séville : Prix spécial du jury pour L'Ivresse du pouvoir
- 2007 : Mostra de Venise : Prix Bastone Bianco de la critique pour La Fille coupée en deux
- 2008 : Festival du film de Pula : Golden Arena du meilleur film pour La Fille coupée en deux
- 2008 : Festival international du film d'Amiens : Licorne d’Or pour l'ensemble de sa carrière
- 2009 : Berlinale : Caméra d'or
- 2010 : Société des auteurs et compositeurs dramatiques : Grand Prix